# People of Praise
People of Praise är ett amerikanskt kristet samfund som ger andlig ledning till sina medlemmar. Det organiserar individer som redan är medlemmar i andra kyrkor och som också kvarstår i dessa. Det är ekumeniskt och öppet för medlemmar som avlägger ett livslångt löfte till sina församlingsbröder och -systrar. People of Praise har grundats av katoliker, och flertalet medlemmar kommer från den romersk-katolska kyrkan.

## Historik
People of Praice grundades i South Bend i Indiana 1971 av teologen Kevin Ranaghan (född 1940) och fysikern Paul DeCelles. Bägge hade en bakgrund i den 1947 grundade katolska karismatiska förnyelserörelsen, inom vilken praktiseras också inslag från pingströrelsen, såsom dop i Den Helige Ande, tungomålstalande och profetior. Samfundet har 22 församlingar, huvudsakligen i USA, med sammanlagt omkring 1.700 medlemmar.
Under den katolska karismatiska förnyelserörelsens första tid bildades flera förbundsförsamlingar, varav bland de första var samfundet Mother of God i Washington D.C. 1966 och samfundet Word of God i Ann Arbor i Michigan 1967. Dessa förbundsgrundade församlingar influerades av sådan kommunitarism som förekom inom 1960-talets motkultur. Större församlingar var ofta uppdelade på "hushåll", vilket inte alltid innebar att medlemmarna bodde i samma hus. Medlemmarna av ett hushåll måste dock bo tillräckligt nära varandra för att kunna dela måltider, be ihop och delta i andra former av gemenskap. Flertalet hushåll bestod av en eller två familjer, men andra var till för ensamstående män eller kvinnor. 
People of Praise rekryterade ursprungligen främst medlemmar från universitet och var särskilt förknippat med University of Notre Dame i South Bend. 
People of Praice uppmärksammades i samband med nomineringarna av Amy Coney Barrett för domartjänst i USA:s högsta domstol 2018 och 2020..

## Organisation
People of Praise har på samfundsnivå en styrelse, som ska bestå av elva män och som leds av en "overall coordinator". Ledamöterna sitter i perioder om sex år, med möjlighet att sitta två perioder i rad.
De lokala församlingarna leds av en grupp lokala samordnare, som väljs av församlingens manliga medlemmar. De enskilda medlemmarna har var sin personliga rådgivare ("head"). Män har andra män som rådgivare, gifta kvinnor har sina makar som rådgivare och ogifta kvinnor och änkor har vanligen andra kvinnor som rådgivare. Rådgivarna utses av församlingens samordnare.

## Anknutna skolor
People of Praise har tagit initiativ till att inrätta "Trinity Schools", en grupp ekumeniskt kristna skolor för elever i klasserna 6–12. Trinity schools är organiserade under en egen stiftelse. De ger en kristen utbildning under inflytande av kristen humanism. 
Det finns tre Trinity-skolor:
- Greenlawn i South Bend i Indiana
- Meadow View i Falls Church i Virginia
- River Ridge i Eagan i Minnesota

Samfundet står också bakom grundskolan "Praise Academy at Lakeside", Lakeside, Shreveport, Louisiana
(32°29′51″N 93°46′21″V / 32.49750°N 93.77250°V)

## People of Praise och Amy Barrett
Samfundet uppmärksammades 2017 i samband med att Amy Barrett nominerades av USA:s president Donald Trump till domare i den federala överrätten i Chicago. I förhören i Senaten ifrågasattes hennes självständiga ämbetsutövning av Demokraterna, med hänsyn till hennes medlemskap i People of Praise, med dess system av andlig ledning för kvinnor av en utsedd manlig rådgivare ("head").

## Populärkultur
Margaret Atwoods dystopiska roman Tjänarinnans berättelse från 1985 och dess filmatisering i TV-serien The Handmaid's Tale från 2017 handlar om ett USA under religiöst fundamentalistiskt styre. Det har framkastats att det People of Praise skulle varit en av Atwoods inspirationskällor, men det finns ingen direkt hänvisning i boken till just People of Praise. Hon har uttryckt att hennes inspirationskällor för romanens "Sons of Jacob" varit flera, bland annat 1600-talets puritanism i Amerika, den amerikanska kristna högern (i största allmänhet) och 1979 års islamska revolution i Iran.